# Åstrup Deelhøj

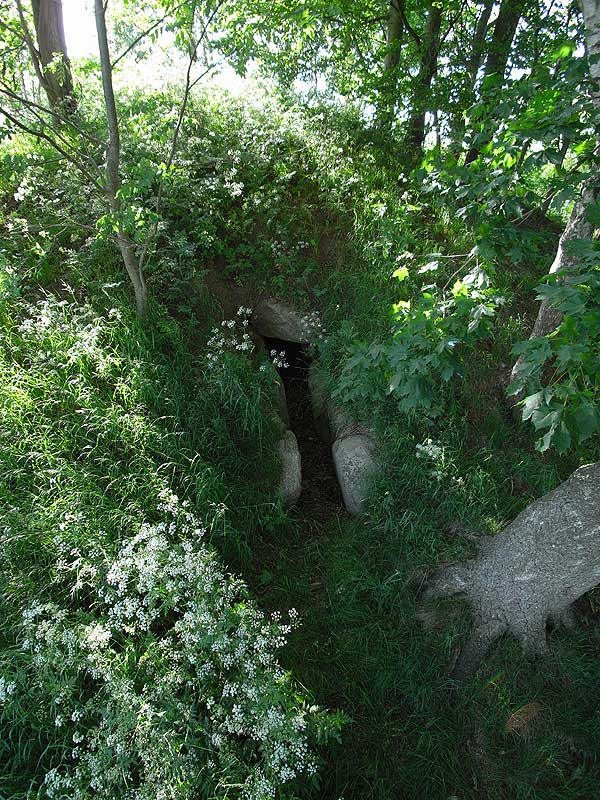
Aastrup-Deelhoj

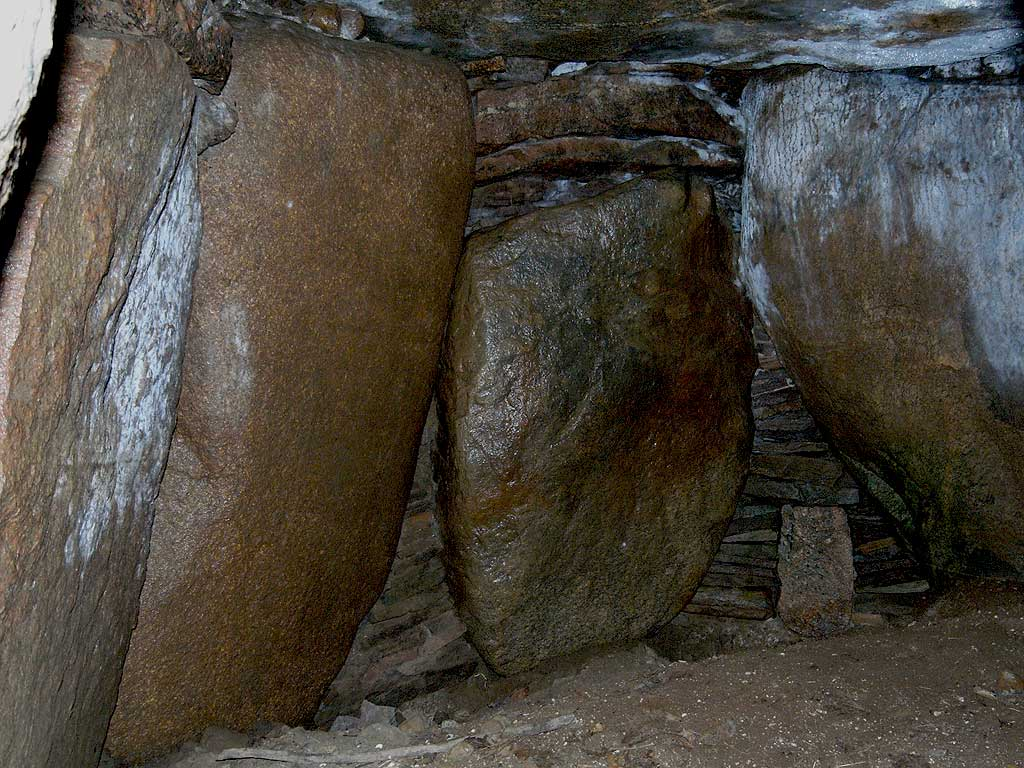
Innen: Wandstein mit Überliegern und Steinpfeiler im Zwischenmauerwerk

Der Åstrup Deelhøj (auch Dilhøj genannt) ist ein Ganggrab östlich von Vejle westlich von Åstrup und nordwestlich von Juelsminde in Jütland in Dänemark. Das Großsteingrab stammt aus der Jungsteinzeit etwa 3500–2800 v. Chr. und ist eine Megalithanlage der Trichterbecherkultur (TBK). Das Ganggrab ist eine Bauform jungsteinzeitlicher Megalithanlagen, die aus einer Kammer und einem baulich abgesetzten, lateralen Gang besteht. Diese Form ist primär in Dänemark, Deutschland und Skandinavien, sowie vereinzelt in Frankreich und den Niederlanden zu finden. 

## Beschreibung
Neolithische Monumente sind Ausdruck der Kultur und Ideologie neolithischer Gesellschaften. Ihre Entstehung und Funktion gelten als Kennzeichen der sozialen Entwicklung.
Der leicht ovale, im Osten beschädigte randsteinlose Grabhügel des Ganggrabes Deelhøj hat 16 bis 18 m Durchmesser und ist 3,5 m hoch. Der schmale Zugang liegt im Südosten. Das Gangende wird von flachen Platten gedeckt und besitzt zwei Schwellensteine. Die 1,7 m hohe Kammer besteht aus acht Trag- und einem Deckstein. Sie misst etwa 3,1 × 2,7 m. Die Räume zwischen den Orthostaten der Kammer sind mit Zwischenmauerwerk gefüllt. Die Anlage wurde 1870 und 1937 ausgegraben.